# Cornelius Pouderoijen
Cornelius Pouderoijen (auch Kees Pouderoijen; * 1950 in Nijmegen) ist ein niederländischer Benediktinermönch und Spezialist für Gregorianischen Choral.

## Leben
Im Alter von 19 Jahren trat Pouderoijen dem Benediktinerorden in der Abtei Vaals bei und studierte Philosophie und Theologie. Ab 1978 stand er in engem Kontakt mit der Abtei von Solesmes, dem Forschungszentrum für Gregorianik, wo er sich intensiv mit Paläographie, Textkritik, Semiologie und Modalität auseinandersetzte. In Fachkreisen gilt er als einer der großen Spezialisten für das Offizium. Er ist Mitherausgeber der beiden 2011 und 2018 erschienenen Bände des Graduale Novum, der offiziösen Ausgabe der liturgischen Gesänge für die römisch-katholische Messe.
Als Kantor war Pouderoijen an den Abteien von Vaals und Quarr tätig, ehe er 2004 zum Professor für Gregorianik und Liturgik am Institut für Orgel, Orgelforschung und Kirchenmusik an die Universität für Musik und darstellende Kunst Wien berufen wurde. Darüber hinaus war er von 2005 bis 2011 als Leiter der Choralschola der Wiener Hofburgkapelle tätig.
Abgesehen von seiner Lehrtätigkeit an der Wiener Musikuniversität hält Pouderoijen immer wieder Seminare und Meisterklassen an verschiedenen Universitäten und Zentren für Gregorianik in Europa.